# Manche (fleuve)
Pour les articles homonymes, voir Manche.
Le fleuve Manche est un ancien fleuve qui s'écoulait à travers la Manche actuelle il y a plus de 11 700 ans, c'est-à-dire lors de la dernière période glaciaire, mais également lors des périodes glaciaires précédentes. Celles-ci se produisaient tous les 41 000 ans environ au Pléistocène inférieur, entre -2,6 millions d'années et 900 000 ans environ,  et tous les 100 000 ans environ aux Pléistocène moyen et supérieur, depuis 900 000 ans environ, représentant en moyenne les trois quarts de la durée de chaque cycle.
Du fait du bas niveau marin lors des périodes glaciaires (jusqu'à 120 mètres plus bas que le niveau actuel lors du dernier maximum glaciaire), la Manche se retrouve exondée. Une part importante de l'eau du globe était alors en effet stockée dans les immenses calottes de glace des hautes latitudes, dont en Europe du Nord l'inlandsis fennoscandien. Les fleuves se jetant aujourd'hui dans la Manche (Seine, Somme, etc.) confluent dès lors vers un unique système fluviatile : le fleuve Manche.
Les périodes glaciaires couvrant environ 75 % du Pléistocène (depuis 2,6 millions d'années), le fleuve Manche constitue donc un système fluviatile majeur à l'échelle des temps géologiques récents. Durant le dernier million d'années, voire avant, la Manche actuelle a le plus souvent ressemblé à une grande plaine sillonnée de multiples rivières. En ce sens, la Manche en tant que mer épicontinentale, c'est-à-dire dans la situation que nous connaissons actuellement, est peu représentative de la géographie de l'Europe au cours des derniers 2,6 millions d'années. 
L'histoire du fleuve Manche est principalement déterminée par la tectonique à l'échelle du Cénozoïque, et par les glaciations à l'échelle du Quaternaire.

## Tectonique
Les études géosédimentaires et sismiques récentes ont montré l'existence d'une rupture de pente (W 1°15) en Manche centrale/orientale, une surface d'aplanissement en Manche occidentale et une charnière occidentale caractérisée marquée par les bancs de la mer Celtique (zone de dépôt des sédiments de l'ancien fleuve Manche et de son delta, avec selon Lericolais (1997) une origine tectonique de la Fosse Centrale qui a plusieurs fois joué un rôle de grand lac exutoire). La Manche abrite plusieurs fosses dont les origines peuvent être individuellement différentes et sont encore discutées (glaciaire, karstique, résultant du contrôle hydrodynamique et/ou de la tectonique...).
Le fleuve Manche s'est installé sur des zones de faiblesse locale d'origine géologique (substrat naturellement plus tendre) et/ou tectonique, en lien avec les modifications glacio-eustatique de cette partie de la croute terrestre.

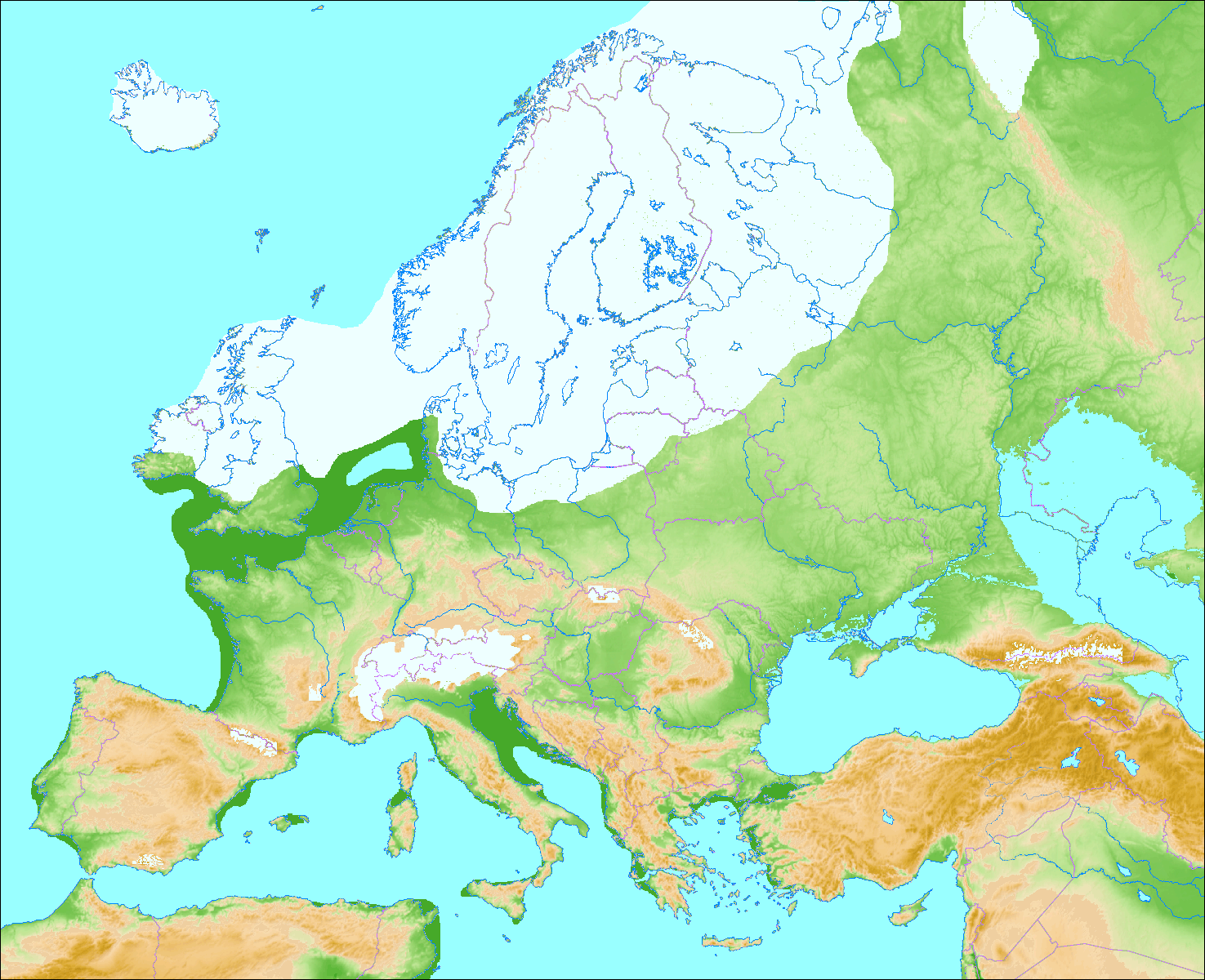
Extension maximale des calottes glaciaires du Nord de l'Europe au cours de la dernière période glaciaire

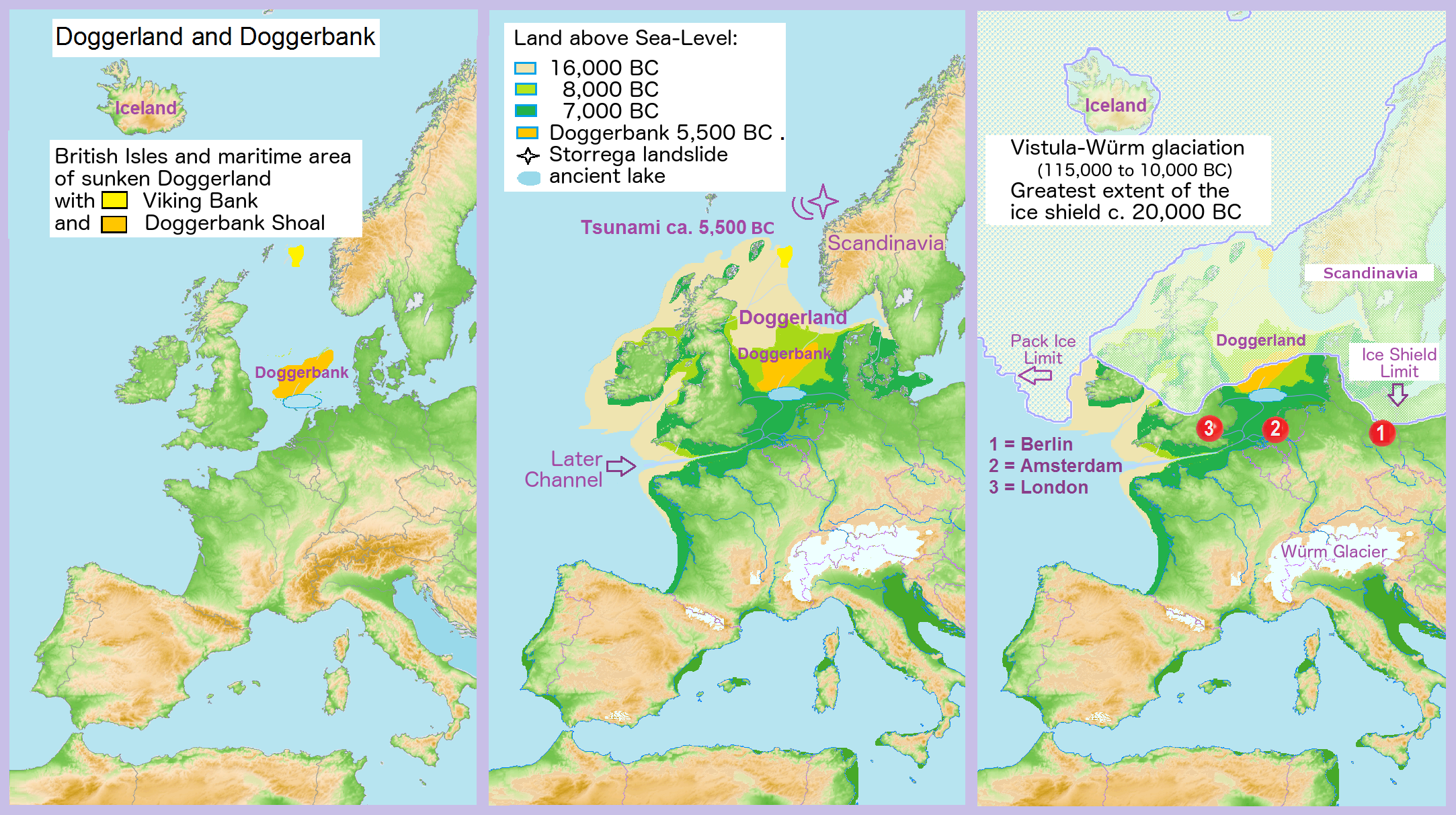
Carte montrant l'étendue hypothétique du Doggerland à différentes périodes

## Glaciations
La Manche occidentale fonctionne d'abord comme un golfe tout au long du Pliocène, et la ligne de rivage (et donc l'embouchure du fleuve) évolue constamment au gré des variations du niveau marin.
Selon Gilles Lericolais, le fleuve Manche apparait au Pléistocène, il y a environ 2,5 Ma, pour devenir un fleuve de plus grande importance au cours du Pléistocène moyen, du fait de l'établissement de vastes calottes de glace de plusieurs kilomètres d'épaisseur sur les îles Britanniques (Irlande et Écosse, jusqu'au nord de Londres) et la Scandinavie, avec une limite sud à la latitude de Berlin.
Durant les maximums glaciaires, la rencontre des calottes britannique et fennoscandienne en mer du Nord (elle aussi exondée du fait du bas niveau marin) oblige les eaux d’Europe centrale (c'est-à-dire les eaux des différents fleuves polonais et allemands) à s’écouler vers la Manche au travers du pas de Calais. Ces eaux s'ajoutent à celles des fleuves néerlandais, belges, du nord de la France et du sud de l'Angleterre.
Les scientifiques ont relevé deux évènements catastrophiques entre 450 000 et 160 000 ans, où des flots d'eau de la mer du Nord se sont déversés dans le fleuve Manche à cause de la rupture de l'anticlinal Weald-Artois (en), au niveau du pas de Calais, une crête qui retenait un vaste lac proglaciaire dans le sud de la mer du Nord. Le flot aurait duré plusieurs mois, relâchant l'équivalent d'un million de mètres cubes d'eau liquide par seconde, et laissant des traces sédimentaires bien visibles. L'origine et la chronologie de l'incision d'une cluse en travers de cet anticlinal, et de la formation du pas de Calais, sont encore largement débattues (séisme, pression des glaciers eux-mêmes sur les eaux du lac…),.
La dernière période glaciaire prend fin il y a environ 11 700 ans. À la faveur du réchauffement climatique, les calottes glaciaires fondent à travers le monde, le niveau des eaux remonte rapidement, et la Manche est progressivement inondée jusqu'à la situation actuelle.

## Bassin versant
Dans sa configuration maximale, le fleuve Manche récoltait les eaux des fleuves contemporains Orne, Seine, Somme, Solent, et probablement Tamise, Rhin, Meuse, Weser, Ems, Elbe ainsi que les eaux de fonte des calottes glaciaires britannique, scandinave et alpine (via le Rhin). La taille du bassin versant du fleuve Manche est alors estimée à 1,2 million de kilomètres carrés.